# ベルジョイス
株式会社ベルジョイス（BELJOIS Co.,Ltd.）は、岩手県盛岡市に本社を置き、北東北（青森県・岩手県）と宮城県にスーパーマーケットを展開しているアークスグループの企業。CGCグループに加盟している。

## 概要
2016年（平成28年）3月1日に同じアークスグループで東北で展開している株式会社ベルプラスを吸収合併し、株式会社ジョイスから商号を変更して株式会社ベルジョイスとなった。

## 創業からジョイス時代まで
1928年（昭和3年）4月に精肉店の一戸商店（いちのへしょうてん）を盛岡市で創業。法人としては1951年（昭和26年）1月27日に株式会社一戸商店が設立された。
1958年（昭和33年）6月にスーパーマーケット事業に業態転換してチェーンストア展開を開始。後に株式会社いちのへ、屋号を「いちのへストア」とした。
1990年（平成2年）6月に商号を株式会社ジョイス、屋号を「ジョイス」とし、1994年（平成6年）には株式を店頭上場（現在のジャスダックへ上場）した。この上場は株式会社アークスの子会社になる直前まで続けられた。1998年（平成10年） - 2001年（平成13年）の間に同業の株式会社ベルマート、株式会社三陸ジョイス（大槌町、元・株式会社ザイコーストア）、株式会社北上ジョイス（北上市、元・株式会社北上スーパー）の子会社化・吸収合併を進め、東北地域において販売網を拡充していった。
2011年（平成23年）3月11日、東日本大震災で展開地域に大きな被害を受けた。津波により店舗が流失・全壊したジョイス大槌店（大槌町）、ジョイス山田店（山田町）、建物の損傷を受けたジョイスみたけ店（盛岡市）、ジョイスアピア店（北上市）が震災当日から営業を休止したほか、停電などにより店頭販売や営業時間の時短が行われた。
北海道・北東北にスーパーマーケットを展開するアークスグループの株式会社アークスと2012年（平成24年）9月1日付で経営統合。同社の完全子会社となった。

## 沿革
ベルジョイスの前身企業である株式会社ベルプラスについてはベルプラスを参照
- 1928年（昭和3年）4月 - 岩手県盛岡市本町に精肉店として「一戸商店」を創業。
- 1951年（昭和26年）1月27日 - 株式会社一戸商店を設立[1]。
- 1958年（昭和33年）6月 - スーパーマーケットに業態転換しチェーン展開を開始[1]。（屋号は「一戸商店」）
- 1961年（昭和36年）6月 - 屋号を「いちのへストア」に変更。
- 1979年（昭和54年）5月 - 株式会社いちのへに社名変更[1]。
- 1990年（平成2年）6月 -株式会社ジョイスに社名変更[1]。（屋号は「ジョイス」）
- 1994年（平成6年） - 株式店頭上場。
- 1996年（平成8年） - ボランタリーチェーンのCGCグループに正式加入。秋田県能代市に出店し岩手県外に進出。
- 1998年（平成10年）4月 - 株式会社ベルマートを吸収合併[1]。
- 1999年（平成11年）5月28日 - 同業の株式会社ザイコーストア（大槌町）を買収し完全子会社化。株式会社三陸ジョイスに商号を変更。
- 2000年（平成12年）4月1日 - 同業の株式会社北上スーパー（北上市）を株式交換により完全子会社化。株式会社北上ジョイスに商号を変更。
- 2001年（平成13年）4月 - 株式会社三陸ジョイスと株式会社北上ジョイスを吸収合併[1]。
- 2003年（平成15年） - ポイントカード導入。
- 2004年（平成16年） - 花巻物流センター開設（花巻市）。
- 2007年（平成19年）2月 - 「スーパーセンターみたけ」（後のジョイスみたけ店）にて、北東北初となるセルフレジを導入。
- 2012年（平成24年）
  - 2月 - 青森県八戸市に出店し青森県に進出。
  - 4月16日 - 株式会社アークスと9月に経営統合することを発表。
  - 8月29日 - JASDAQ上場廃止。
  - 9月1日 - 株式交換により株式会社アークスの完全子会社となる。
- 2016年（平成28年）3月1日 - 株式会社ベルプラスを吸収合併し、株式会社ベルジョイスに商号変更。ベルプラスの旧本社を当社の南本社に位置付け、2本社制となった。
- 2020年（令和2年）11月19日 - ビッグハウス矢巾店を改装し、スーパーアークス矢巾店に業態転換。「スーパーアークス」は既に北海道ではアークスグループ各社によって展開されていたものの、東北地方での展開は初めてとなった[広報 4]。
- 2023年（令和5年）9月1日 - 株式会社みずかみと経営統合。同時にみずかみを完全子会社化[広報 5]。

## 店舗
最新の店舗一覧については店舗一覧 (ベルジョイス)を参照。
ジョイス時代から食品スーパーの「ジョイス」、食品ディスカウントストアの「ロッキー」、ベルプラスから食品スーパーの「ベルプラス」、食品ディスカウントストアの「ビッグハウス」を継承、ベルジョイスになってから大型食品ディスカウントストアの「スーパーロッキー」、北海道のアークスグループ各社で既に展開されていた大型スーパーの「スーパーアークス」を展開している。またベルプラスから継承した、会員制スーパーの「ビッグプロ」が南本社に併設されている。
ジョイス時代には食料品・衣料品・生活用品を扱う大型スーパーの「スーパーセンター」、ディスカウント衣料品販売店の「ベルマート」（ジョイスまたはロッキーに併設）を展開していた。

### 業態転換した店舗
- ジョイス雫石店（雫石町） - ロッキー雫石店より転換
- ジョイス水沢佐倉河店（水沢市佐倉河字東柳の三丁10-1[1]）
  - 店舗面積約1,115m2[1]。ロッキーみずさわ店（1994年（平成6年）4月開店[1]）より転換。
- ジョイス平泉店（西磐井郡平泉町平泉字高田45[1]）
  - スーパーセンター平泉より転換[要出典]。
- スーパーロッキー江釣子店（北上市江釣子6地割135-1[1]）
  - ロッキー江釣子店（2000年9月8日開店）より2017年4月に転換[要出典]。
- スーパーアークス矢巾店（岩手県紫波郡矢巾町医大通2丁目4-16）
  - ビッグハウス矢巾店より2020年11月19日に転換[広報 4]。
- スーパーアークス北上店（岩手県北上市九年橋3丁目13-23）
  - ビッグハウス北上店より2022年7月14日に転換[5]。

### 閉店した店舗
岩手県
- ジョイス水沢日高店（水沢市字谷地明円27[1]（奥州市水沢）、1979年（昭和54年）9月開店[1] - 2016年8月28日閉店[要出典]）
  - 店舗面積約689m2[1]。
  - 閉店後解体。跡地は再開発され、薬王堂水沢日高店となっている[要出典]。
- ジョイス水沢中央店（岩手県奥州市水沢横町2-1）（奥州市水沢）、2006年（平成18年）4月6日開店[6]、2019年（令和元年）2月24日閉店[7]。
  - 複合商業施設であるメイプル（Maple）の1階に核店舗として開店。閉店後には業務スーパーを含む「マルイチメイプル店」が出店している。
- ジョイス球場前店 - 岩手県営野球場の近くにあった。2024年1月14日閉店[8]

宮城県
- ジョイス仙台松森店 - 仙台市泉区にあった。2012年10月31日に開店、2017年2月19日閉店[広報 6]。

秋田県
- ロッキー向能代店（能代市落合字上前田167[1]、?開店 - 2018年2月18日閉店[広報 7]）

### 前身企業当時に閉店した店舗
旧ベルプラス時代に閉店した店舗はベルプラスを参照
岩手県
- ジョイス河南店 - 盛岡市にあった[要出典]。

- ジョイス八幡店 - 盛岡市にあった[要出典]。

- ジョイス下の橋店 - 盛岡市にあった[要出典]。

- ジョイス夕顔瀬店 - 盛岡市にあった[要出典]。

- ジョイス加賀野店 - 盛岡市にあった。跡地はファミリーマート加賀野二丁目店として営業中[要出典]。

- ジョイス梨木店（盛岡市梨木町4-10[1]、?開店 - 2005年3月27日閉店[要出典]）
  - 店舗面積約973m2[1]。1991年（平成3年）1月にロッキー梨木店となり[1]、2003年にジョイスに業態転換[要出典]。

- ジョイス大通店 - 盛岡市にあった[要出典]。

- ジョイス明治橋店（盛岡市南大通3-7-3[1]、1975年（昭和50年）2月開店[1] - 2008年2月11日閉店[要出典]）
  - 店舗面積約879m2[1]。
  - 同店跡に薬王堂が入居したが2013年2月20日に閉店し、建物も取り壊された[要出典]。

- ジョイス青山店 - 盛岡市月が丘にあった。シティ青山に2007年2月16日に開店し、2008年10月13日に閉店。ダイエーシティ青山の閉店（フランチャイズの解除）とその後のシティ青山の直営スーパーの閉店を受けた後継テナントであった。ジョイス撤退後、マルイチが出店を計画するもとん挫して、シティ青山自体も2009年6月20日に営業を終了し、解体。跡地はショッピングセンターの「B.H. AOYAMA TOWN」となり、ベルプラス運営のビッグハウス青山店などが入居。ベルプラスがジョイスと合併したことでベルジョイスとして同地に再び店舗を運営することとなった。

- ジョイススーパーセンターみたけ店（盛岡市みたけ2-12-8[1]、1992年（平成4年）11月開店[1] - 2011年3月11日閉店[要出典]）
  - 店舗面積約2,802m2[1]。
  - 東日本大震災によって建物が被災し営業を休止[広報 2]、そのまま閉店した[要出典]。

- ジョイス緑が丘店（盛岡市緑が丘2-1-48[1]、1979年（昭和54年）6月開店[1] - 2011年5月閉店[要出典]）
  - 店舗面積約1,098m2[1]。
  - 2011年7月7日、隣接地にジョイス盛岡緑が丘店が開店し、旧店舗は解体され駐車場に[要出典]。

- ジョイス茶畑店 - 盛岡市にあった[要出典]。

- ジョイスグリーンショップ店（盛岡市茶畑11-3[1]、1975年（昭和50年）9月開店[1] - 2011年12月閉店[要出典]）
  - 店舗面積約644m2[1]。

- ジョイス国分店 - 滝沢市にあった。2003年に経営破綻した株式会社ファルが、ユニバースに継承する前に閉店したファル国分店の後に入居していた。

- ジョイス矢巾店（紫波郡矢巾町大字西徳田第5地割88-5[1]、?開店 - 2009年8月30日閉店[要出典]）
  - ロッキー矢巾店より2010年5月に業態転換した店舗[要出典]。

- ジョイス水沢駅前店 - 奥州市にあった。跡地は奥州商工会議所が管理する市民駐車場となっている。

- ジョイス一関山目店 - 一関市銅谷町3-1[1]、?開店 - ?閉店）
  - ジョイス閉店後はブックオフ一関市役所前店が入居[要出典]。

- ジョイス一関旭町店（一関市旭町4-1[1]、1986年（昭和61年）6月開店[1] - 2001年12月31日閉店[要出典]）
  - 店舗面積約1,063m2[1]。
  - ジョイス閉店後は子育て応援館･ベビーランドが入居（2003年頃閉店）[要出典]。

- ジョイス萩荘店（一関市萩荘袋田5-1[1]、1996年8月開店 - 2009年8月30日閉店[要出典]）

- ジョイス久慈店（久慈市長内町第34地割60番地[1]、1993年（平成5年）5月開店[1] - 2008年5月20日閉店[要出典]）
  - 店舗面積約1,483m2[1]。
  - ジョイス閉店後はホーマックスーパーデポ久慈店が入居[要出典]。

- ジョイス大堤店（北上市大堤北1-10-28[1]、?開店 - 2012年5月9日閉店[要出典]）

- ジョイス大槌店（上閉伊郡大槌町新町6-2[1]、?開店 - 2011年3月11日閉店[要出典]）
  - 東日本大震災によって建物が被災（津波により流失）し営業を休止[広報 2]、そのまま閉店した。2011年12月10日、大槌北小地区仮設商店街に仮設店舗を置き、2014年2月28日に閉店した[要出典]。

- ジョイス山田店（下閉伊郡山田町大沢1-43-1[1]、?開店 - 2011年3月11日閉店[要出典]）
  - 東日本大震災によって建物が被災（津波により流失）し営業を休止[広報 2]、そのまま閉店した。一時資材置き場となった後、セブン-イレブンが開業した[要出典]。

- ベルマート - 大船渡市にあった。ショッピングセンター「サン・リア」の2階で営業し、衣料品・生活用品を扱った。閉店後もサン・リア1階にはジョイス大船渡店が営業している。

秋田県
- ロッキー湯沢店（湯沢市杉沢字森道下100-1[1]、?開店 - ?閉店）

- スーパーセンター仙南店（仙北郡美郷町南町字南高野34[9]、2002年11月20日開店 - 2011年3月31日閉店[要出典]）
  - 閉店後、居抜きで[9]イオンスーパーセンター美郷店が開業[10]。

- ロッキー能代店（能代市高塙151-1[1]、?開店 - 2011年11月30日閉店[要出典]）
  - 閉店後、ザ・ビッグ能代高塙店が入居[要出典]。

## 関連企業
- 謙徳 - 保険代理店。ジョイスの元筆頭株主。
- ジョイスサポート - 旅行業、電話代理店。ジョイスの完全子会社で、2000年6月1日にジョイスへ吸収合併[広報 8]。
- マルイチ - ベルプラスの前身であるベルグループ時代より資本・業務提携。

#### 広報資料・プレスリリースなど一次資料
1. ↑  “連結子会社の合併及び存続会社の商号変更に関するお知らせ” (PDF).   株式会社アークス (2015年11月17日). 2015年11月20日閲覧。
2. 1 2 3 4  「東北地方太平洋沖地震」の被害（第3報）及び平成23年2月期決算発表について (PDF) （アーカイブ） - ジョイス 2011年3月22日配信 2017年5月2日閲覧
3. ↑  株式会社アークスと株式会社ジョイスの株式交換による経営統合に関するお知らせ (PDF)  プレスリリース 2012年4月16日
4. 1 2  “（株）ベルジョイス「スーパーアークス 矢巾店」（旧ビッグハウス 矢巾店）改装オープンのお知らせ”.  アークス (2020年11月9日). 2020年11月19日閲覧。
5. ↑  “当社事業子会社の株式会社ベルジョイスと株式会社みずかみとの経営統合に関する株式譲渡契約締結のお知らせ”.  アークス (2023年8月17日). 2023年11月14日閲覧。
6. ↑  ジョイス仙台松森店閉店のお知らせ (PDF)  - ベルジョイス 2017年2月20日配信 2017年5月2日閲覧
7. ↑  ロッキー向能代店閉店のお知らせ (PDF)  - ベルジョイス 2018年2月19日配信 2018年2月25日閲覧
8. ↑  子会社の吸収合併（簡易合併・略式合併）に関するお知らせ (PDF)  - ジョイス 2000年4月13日配信 2017年5月2日閲覧